# アルフレッド・エドワード・ハウスマン

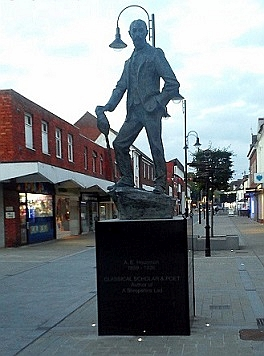

アルフレッド・エドワード・ハウスマン（Alfred Edward Housman、1859年3月26日 - 1936年4月30日）は、19世紀イギリスの詩人・批評家・古典学者。

## 生涯
イギリス中部、ウスターシャーのブロムズグローヴから2マイル離れた寒村で生まれる。
ブロムズグローヴのグラマースクールで抜群の成績を上げ、1877年に推薦されてオックスフォード大学のセント・ジョンズ・カレッジに入学する。そこのギリシア語の勅任教授ジャウィットと研究方法で意見が合わず、自分の好きな作家だけを読みふけった結果として学位を取れずに1881年に卒業。翌年から特許局の役人となり、業務が終わると大英博物館の図書館でギリシアとラテンの古典を勉強するという日課をこなす。
その研究の成果は早くも1882年から『Journal of Philology』『Classical Review』などの学術誌に発表された。1892年にロンドン大学のユニヴァーシティ・カレッジの教授だったアルフレッド・グッドウィンの後任としてハウスマンが任命され、ラテン語とラテン文学の教授となる。
研究の合間に詩を作る暇が得られ、1896年には抒情詩集『シロップシャーの若者』が出版され、一躍詩人として有名になる。
1910年にケンブリッジ大学のトリニティ・カレッジのフェロー、ラテン語ラテン文学教授に選出され、後年の歴史家であるエドワード・ハレット・カーを教えている。カーはハウスマンから「多くの無意味なものを切り捨てて、まっすぐに核心に至る第六感」を学んだと認め、ハウスマンについてはかつて見たこともない「最も強力な知的機関」をもっていると評した。

## 著作

### 詩集
- 『シロップシャーの若者 A Shropshire Lad』 (1896年)
- 『最後の詩集 Last Poems』(1922年、Henry Holt and Company)
- 『拾遺詩集 More Poems』 (1936年、Barclays Bank LTD)
- 『全詩集 Collected Poems』(1940年、Henry Holt and Company)

### 古典研究論文
- 『マルクス・マニリウス Marcus Manilius Astronomica』(1903–1930年、5 巻)
- 『ユウェナリスの諷刺詩 Satires of Juvenal』(1905年)
- 『マルクス・アンナエウス・ルカヌス Marcus Annaeus Lucanus』(1926年)

### 公刊された講義
- 『Introductory Lecture』 (1892年)
- 『Algernon Charles Swinburne』 (1910年)
- 『Cambridge Inaugural Lecture』 (1911年)
- 『The Application of Thought to Textual Criticism』 (1921年)
- 『詩の名称と本質 The Name and Nature of Poetry』（1933年）